# Буг (роман)
«Буг» — роман українського письменника Ігоря Павлюка 2020 року видання.
Бібліографічний опис книги: Павлюк Ігор. Буг: Роман. — Львів: Світ, 2020. — 328 с. ISBN 978-966-914-237-5.

## Сюжет
У романі відомого українського письменника «Буг» охудожнено реальні події на волинському Поліссі, де народилася УПА і де після Другої світової війни школярі-старшокласники однієї з місцевих шкіл організували Молодіжну організацію націоналістів (МОН), за що були пізніше жорстко, показово покарані КДБ. Роман інкрустований віршами улюбленого поета однієї з головних його героїнь − Андрія Наюка.
«Буг» − про психологію, філософію, ідеологію патріотизму на реальних прикладах. У творі багато романтичного кохання і тілесних утіх, страждання, сакральної жертовності і зради, видінь і фантасмагорій, доброго гумору, гіркої іронії і… передбачень сучасної війни, хоча написаний він ще 2007 р. Вставні новели про Золоту Рибку природно інтегрують роман у екзистенцію світового Всесвітнього Буття у всіх його мікро- та макровимірах, проєкціях та пульсаціях.
У романі автор використав розповіді одного з учасників Молодіжної організації націоналістів, змінивши прізвища героїв і топоніміку.

## Нагороди
- Роман «Буг» нагороджений Літературною премією імені Ірини Вільде[1], йому присуджена також Мистецька премія «Київ» імені Євгена Плужника[2].

Книга «Буг» увійшла до списків:
- Оголошено довгий список книжкової премії «Еспресо. Вибір читачів 2020». Номінація «Література для дорослих». Частина друга [Архівовано 30 жовтня 2020 у Wayback Machine.].
- Лідери літа. Короткі списки. «Красне письменство / сучасна українська проза, есеїстика»